# Hembiträdeslagen
Hembiträdeslagen var en lag i Sverige som infördes 1944 och reglerade arbetsvillkoren för hembiträden. Den ersattes av lagen om husligt arbete, som efter att ha beslutats av riksdagen 1970 trädde i kraft den 1 juli 1971.
Hembiträdeslagen gällde endast för husligt arbete som utfördes i arbetsgivarens hushåll. Däremot gällde den inte arbete av huslig karaktär som utfördes i och för arbetsgivarens rörelse, till exempel köksarbete i hotell, restaurang eller kafé, eller till exempel städningsarbete utanför arbetsgivarens hushåll, exempelvis på kontor.

## Bestämmelser

### Arbetstid
Den ordinarie arbetstiden skulle, om inte annat avtalats, sluta senast klockan 19.00 på kvällen. Bestämmelsen gällde dock inte hembiträden som bara hade som arbetsuppgift att sköta barn, det vill säga barnflickor.

### Bostad

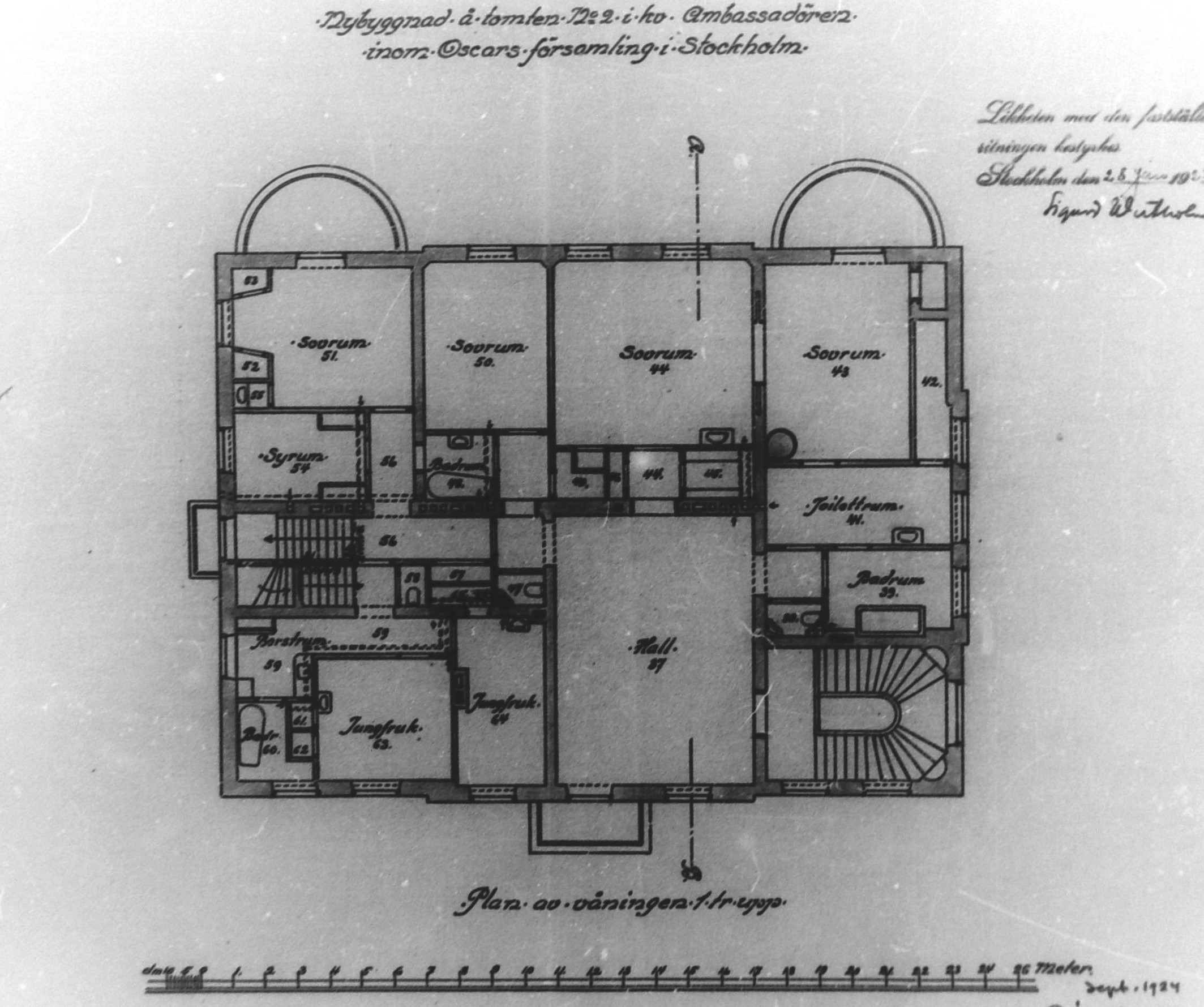
Villa Josephson av arkitekt Erik Josephson från 1926. Två jungfrukammare finns i planritningens nedre vänstra hörn.

Inneboende hembiträden hade rätt till bostadsutrymme efter bestämmelserna i hälsovårdsstadgan om bostadsrum. Om de hade eget rum skulle det inte användas av arbetsgivaren eller andra medlemmar av dennes familj.

### Fridagar
Även om annat avtalats, hade hembiträden rätt till fridagar:
- Var tredje söndag eller annan allmän kyrklig helgdag eller efter klockan 13.00, varannan sådan dag.
- En bestämd vardag varje vecka efter klockan 14.00.
- Den 1 maj efter klockan 13.00; annan tid gällde om denna dag redan var annan fridag.

Avtalsstadgade fridag kunde, om arbetsgivaren och hembiträdet var överens, bytas ut mot motsvarande ledighet under annan tid.
Arbetsgivarna hade rätt att vid behov sätta hembiträdena i begränsat övertidsarbete enligt särskilda regler. Hembiträden hade också rätt till semester, vilket gav dem ytterligare ledighet. För hembiträden under 18 år fanns särskilda bestämmelser.

### Fotnoter
1. ↑  ”Från piga till RUT”. Sveriges radio. 17 februari 2013. http://sverigesradio.se/sida/artikel.aspx?programid=3381&artikel=5441814. Läst 29 november 2016.